# Лугинин, Анатолий Константинович
Анатолий Константинович Лугинин (26 августа 1923, Котельничский уезд, Вятская губерния — 5 февраля 2002, Кемерово) — разведчик-сапёр взвода пешей разведки 222-го стрелкового полка 49-й стрелковой дивизии младший сержант — на момент представления к награждению орденом Славы 1-й степени.

## Биография
Родился 26 августа 1923 года в деревне Вторые Щенники. Окончил 4 класса, работал в колхозе, затем в механо-тракторной станции.
В Красную Армию призван в апреле 1942 года и направлен в город Камышин в полковую школу. Боевое крещение получил под Сталинградом пулемётчиком в составе 20-й мотострелковой бригады. В июле 1942 года был ранен и до сентября находился в госпитале. После излечения продолжил службу в 222-м стрелковом полку 49-й стрелковой дивизии в должности разведчика. Воевал на Донском, Западном, 1-м, 2-м и 3-м Белорусских фронтах. Участвовал в Сталинградской битве, боях на жиздринском направлении, освобождении Белоруссии и Польши. Войну закончил под Берлином.
Разведчик взвода пешей разведки 222-го стрелкового полка красноармеец Лугинин 5 февраля 1944 года, находясь в поиске, у населённого пункта Скварен захватил гитлеровца и доставил в часть. Пленный дал ценные сведения.
Приказом командира 49-й стрелковой дивизии от 7 февраля 1944 года за мужество, проявленное в боях с врагом, красноармеец Лугинин награждён орденом Славы 3-й степени.
В том же районе 23 февраля 1944 года Лугинин в тылу противника устроил засаду, взял «языка» и доставил его в штаб полка.
Приказом по 10-й армии от 8 марта 1944 года красноармеец Лугинин награждён орденом Славы 2-й степени.
Разведчик-сапёр того же полка и дивизии младший сержант Лугинин 15 января 1945 года близ города Зволень подорвал две огневые точки противника, уничтожил свыше десяти пехотинцев, взял в плен четырёх противников.
Указом Президиума Верховного Совета СССР от 24 марта 1945 года за мужество, отвагу и героизм, проявленные в борьбе с захватчиками, младший сержант Лугинин Анатолий Константинович награждён орденом Славы 1-й степени.
В 1947 году младший лейтенант Лугинин демобилизован. Жил в городе Новокузнецке Кемеровской области. Работал шофёром. Последние годы жил в городе Кемерово. Скончался 5 февраля 2002 года.

## Награды
- орден Славы 1-й, 2-й и 3-й степени (7.2.1944, 8.3.1944, 24.3.1945);
- Орден Отечественной войны 1-й степени (6.4.1985)[2];
- медали.

## Память
- Имя Героя выбито на гранитной стеле на Аллее Славы в парке Победы города Кирова 2019.

## Комментарии
1. ↑  Деревня Вторые Щенники, относившиеся к Юмской волости Котельничского уезда, в последующем входила в состав Свечинского сельсовета Свечинского района Кировской области, не сохранилась[1].